# Sangiaccato di Gaza
Il sangiaccato di Gaza (in arabo سنجق غزة‎?) era uno dei sangiaccati dell'eyalet di Damasco, nell'Impero ottomano. Il suo centro amministrativo era Gaza. Nel XVI secolo era diviso in nawahi (singolare: nahiya, suddivisione di terzo livello): Gaza a sud e Ramla a nord.

## Elenco degli insediamenti
Nel daftar del 1596, il sangiaccato comprendeva le seguenti nahiyah e villaggi/città.

### Nahiyah di Gaza
- Al-Sawafir al-Sharqiyya,[2] Bayt Tima,[2] Hamama,[2] Al-Tina,[3] Yibna,[3] Isdud,[3] Arab Suqrir,[3] Deir al-Balah,[4] Burayr,[4] Jabalia,[4] Beit Lahia,[4] Al-Majdal, Askalan,[4] Bayt 'Affa,[4] Najd,[4] Ni'ilya,[4] Bayt Jirja,[5] Hiribya,[5] Qatra,[5] Iraq Suwaydan,[5] Kawkaba,[5] Monastero di Beit Jimal,[5] Al-Batani al-Sharqi,[5] Al-Qubayba,[6] Al-Faluja,[6] Bayt Daras,[6] Al-Maghar,[6] Hatta,[7] Jusayr,[7] Zikrin,[7] Zayta,[7] Barqa,[7] Beit Hanoun,[7] Dayr Sunayd,[7] Simsim,[7] Al-Jaladiyya,[8] 'Ajjur,[8] Al-Sawafir al-Gharbiyya,[9] Julis,[9] Karatiyya,[9] Bayt Jibrin,[9] Iraq al -Manshiyya,[9] Qastina,[9] Ibdis,[9] Idnibba,[10] Jilya,[10] Rafah,[10] Al-Jura,[10] Tell es-Safi,[10] Abasan al-Kabera,[10] Al-Sawafir al-Shamaliyya,[11] Summil,[11] Barbara,[11] Al-Muharraqa,[11] Mughallis,[11] Yasur[11]

### Nahiyah di Ramla
- Qula,[11] Dayr Tarif,[11] Jaffa,[11] Jimzu,[12] Kharruba,[12] Barfiliya,[12] Sarafand al-Amar,[12] Artuf,[12] Bayt Susin,[12] Islin,[12] Al-Khayriyya,[13] Khulda,[13] Al-Tira,[13] Dayr Ayyub,[13] Qibya,[13] Bayt Nabala,[13] Budrus,[13] Bnei Brak,[13] Imwas,[13] Aqir,[13] Deir Qaddis,[14] Yalo,[14] al-Midya,[14] Shuqba,[14] Salama,[14] Sar'a,[14] Saqiya,[14] Lod,[14] Jisr Jindas,[15] Bayt Dajan,[15] Al-Safiriyya,[15] Al-'Abbasiyya,[15] Yazur,[15] Innaba,[15] Rantiya,[15] Bir Ma'in,[15] Bayt Shanna,[15] Ni'lin,[15] Kharbatha Bani Harith,[15] Kasla,[15] Aboud,[16] Beit Sira,[16] Kafr 'Ana[16]